# Угол Вайнберга

Угол Вайнберга θ_{W} и соотношения между константами связи g, g′ и e = gsin θ_{W}

У́гол Ва́йнберга, или у́гол сме́шивания сла́бого взаимоде́йствия, — параметр в теории электрослабого взаимодействия Вайнберга — Салама, обычно обозначающийся θW, один из свободных параметров Стандартной модели элементарных частиц. Это угол, на который спонтанное нарушение электрослабой симметрии поворачивает начальную плоскость нейтральных векторных бозонов W0
 и B0, создавая в результате Z0-бозон и фотон.
{\displaystyle {\begin{pmatrix}\gamma \\Z^{0}\end{pmatrix}}={\begin{pmatrix}\cos \theta _{W}&\sin \theta _{W}\\-\sin \theta _{W}&\cos \theta _{W}\end{pmatrix}}{\begin{pmatrix}B^{0}\\W^{0}\end{pmatrix}}}
Каждое из слагаемых оператора нейтрального тока представляет собой сумму векторного оператора с множителем {\displaystyle I_{3}} и аксиального оператора с множителем {\displaystyle I_{3}-2Q\sin ^{2}\theta _{W}}, где {\displaystyle I_{3}} — третья проекция так называемого слабого изотопического спина, {\displaystyle Q} — электрический заряд частицы, {\displaystyle \theta _{W}} — угол Вайнберга. Угол {\displaystyle \theta _{W}} определяет структуру нейтральных токов и связь между константами g и e слабого и электромагнитного взаимодействий соответственно:
{\displaystyle e=g\sin \theta _{w}}.
Угол Вайнберга также задаёт отношение между массами W±- и Z0-бозонов:
{\displaystyle m_{Z}={\frac {m_{W}}{\cos \theta _{W}}}.}
Угол Вайнберга может быть выражен через константы связи групп {\displaystyle SU(2)_{L}} и {\displaystyle U(1)_{Y}} (cлабый изотопический спин g и слабый гиперзаряд g′ соответственно):
{\displaystyle \cos \theta _{W}={\frac {g}{\sqrt {g^{2}+g'^{2}}}}}; {\displaystyle \sin \theta _{W}={\frac {g'}{\sqrt {g^{2}+g'^{2}}}}}.
Значение θW является «бегущей константой», то есть зависит от передачи импульса Q в реакции, в которой оно измеряется. Эта зависимость является ключевым предсказанием теории электрослабых взаимодействий. Наиболее точные измерения выполнены в экспериментах на электрон-позитронных коллайдерах при значении Q = 91,2 ГэВ/c, соответствующем массе Z-бозона.
На практике более часто используется квадрат синуса угла Вайнберга, sin2 θW. На 2004 год наилучшая оценка этой величины sin2 θW = 0,23120 ± 0,00015 (при  Q = 91,2 ГэВ/c, в рамках модифицированной схемы минимального вычитания). Эксперименты по изучению несохранения чётности в атомных переходах (т.е. при околонулевой передаче импульса) дают значение угла Вайнберга с гораздо худшей точностью, не позволяющей определить зависимость бегущей константы от энергии. В эксперименте по изучению асимметрии мёллеровского рассеяния при Q = 0,16 ГэВ/c установлено значение sin2 θW = 0,2397 ± 0,0013, достоверно отличающееся от вышеприведённого значения, полученного при высоких энергиях, и позволяющее установить зависимость угла Вайнберга от энергии.
В эксперименте LHCb на Большом адронном коллайдере в протон-протонных столкновениях  при 7—8 ТэВ было получено значение эффективного угла Вайнберга sin2 θeff
W = 0,23142, однако передача импульса в этом измерении определяется энергией столкновения партонов, которая близка к массе Z-бозона.
Последняя редакция стандартного набора фундаментальных констант CODATA-2014 даёт значение
{\displaystyle \sin ^{2}\theta _{\text{W}}=1-(m_{\text{W}}/m_{\text{Z}})^{2}=0,2223(21).}
Следует отметить, что конкретное значение угла Вайнберга является не предсказанием Стандартной модели, а её свободным параметром. В настоящее время не существует общепризнанной теории, отвечающей на вопрос, почему угол Вайнберга имеет именно это значение, а не какое-либо иное.